# Young Love (песня Джанет Джексон)
«Young Love» — песня и первый сингл из дебютного одноимённого альбома американской певицы Джанет Джексон. Композиция была написана и спродюсирована Рене Муром и Анджелой Уинбуш, в качестве дополнительного продюсера выступил Бобби Уотсон. Трек был выпущен как дебютный сингл Джанет 7 июля 1982 года на лейбле A&M Records. До этого 16-летняя артистка не проявляла интереса к развитию музыкальной карьеры, хотя её с детства побуждали развиваться в индустрии развлечений, чтобы стать певицей. После своего участия в семейном шоу The Jacksons 1976 года она получила роли в нескольких телевизионных сериалах и начала запись своего дебютного альбома.
«Young Love» получила положительные отзывы критиков, которые называли песню лучшей в альбоме и хвалили её за броскость звучания. Песня смогла достичь 64-го места в национальном хит-параде синглов Billboard Hot 100 и 6-го места в Billboard Black Singles, также став первой песней Джексон, которая вошла в лучшую десятку синглов R&B-чарта. Кроме того сингл смог попасть в топ-20 чарта Новой Зеландии. В период раскрутки альбома Джанет исполнила песню на нескольких телевизионных шоу, в том числе Soul Train, а в 2008 году впервые включила песню в сет-лист своего концертного тура Rock Witchu Tour. Джексон также спела песню в 2010 года на фестивале Essence Music Festival.

## Предыстория
Будучи ребёнком, Джексон первоначально хотела стать жокеем или менеджером в индустрии развлечений, планируя зарабатывать на жизнь посредством съёмок в кино и на телевидении. Несмотря на это, она продолжила карьеру в сфере развлечений и загорелась идеей записи музыки. В 7 лет Джексон выступила в казино Лас-Вегас-Стрипа и начала сниматься в шоу The Jacksons, выходившем в эфир в сезоне 1976—1977 годов на «Си-би-эс». Год спустя, она получила главную роль Пенни Гордон в комедийном сериале Good Times. Позже она играла главную роль в сериале A New Kind of Family, пока не присоединилась в 1980 году к актёрскому составу Diff’rent Strokes, где исполняла роль Шарлин Дапри в течение ещё двух лет. Когда Джексон исполнилось 16 лет, она подписала контракт с лейблом A&M Records и начала запись своего дебютного альбома под руководством своего отца, работая со множеством авторов песен и продюсеров, в том числе Рене Мур, Анджела Уинбуш и Бобби Уотсон, которые спродюсировали её первый сингл «Young Love», выпущенный 7 июля 1982 года.

## Отзывы
В недельном обзоре новинок от 9 октября 1982 года для еженедельника Billboard Лу Броадус, музыкальный директор радио-станции WASC, описал песню как «ритмичную, веселую песню с хорошим хуком», а саму певицу назвал достойным представителем талантливого семейства, которое регулярно производит высококачественный музыкальный продукт. В самой рецензии на сингл, опубликованной в том же выпуске журнала, отмечалось влияние семейных традиций, сложившихся на стыке танцевальной поп-музыки и соула, что выражались в ловких фразировках, быстрых переходах на фальцет, а также в общем жизнерадостном настрое. В том же ключе был выдержан и обзор сингла в другом профессиональном журнале страны — Cashbox, отметившим здесь выдающуюся роль авторского дуэта René & Angela. После своего появления в продаже песня стала хитом среди молодёжи.
Со временем оценки раннего творчества певицы несколько изменились и стали более сдержанными. В частности, шеф-редактор американского веб-ресурса AllMusic Стивен Томас Эрлевайн в своём отзыве на её студийный альбом сообщал, что Джексон в силу возраста  не продемонстрировала на диске музыкальной индивидуальности. По мнению обозревателя, только «Young Love» выделялся среди «непримечательных диско-треков и банальных баллад».
На родине артистки, в США, «Young Love» была не очень успешна в основном чарте, Billboard Hot 100, сумев подняться в нём лишь до 64-го места и пробыв в хит-параде только шесть недель. В то же время в рейтинге, ориентированном более на афроамериканскую аудиторию, синглу удалось достигнуть шестого места и продержаться там в общей сложности около пяти месяцев. В Новой Зеландии «Young Love» дебютировал на 46-й позиции 13 марта 1983 года. Несколько недель спустя, 17 апреля 1983 года, сингл достиг своего лучшего результата — места №16. Песня покинула чарт 15 мая с 45-го места.

## Выступления
Во время промокампании альбома Janet Jackson, в 1982 году, она исполняла песню на американских телевизионных шоу American Bandstand и Soul Train. Много лет спустя Джанет включила песню в попурри «Pre-Control Medley» в своём туре Rock Witchu Tour. Это же попурри она исполнила на фестивале Essence Music Festival в 2010 году, где выступала в качестве хедлайнера.

## Список композиций
| №  | Название     | Автор(ы)                 | Длительность |
| -- | ------------ | ------------------------ | ------------ |
| 1. | «Young Love» | Рене Мур, Анджела Уинбуш | 3:39         |

| №  | Название               | Автор(ы)               | Длительность |
| -- | ---------------------- | ---------------------- | ------------ |
| 1. | «The Magic Is Working» | Дори Прайд, Джин Дозье | 4:08         |

## Участники записи
Приведены по сведениям базы данных Discogs.
- Джанет Джексон — ведущий вокал

Музыканты:

| «Young Love» - Бобби Уотсон — бас-гитара - Джеймс Джеймерсон мл. — бас-гитара - Марло Хендерсон — гитара - Грег Мур — гитара - Тони Мейден — гитара - Майкл МакГлури — гитара - Паулинью да Кошта — перкуссия - Андре Фишер — ударные - Джон Робинсон — ударные - Рене Мур — клавишные, бэк-вокал, хлопки в ладоши, ритм-аранжировки, бас Moog - Анджела Уинбуш — клавишные, бэк-вокал, ритм-аранжировки - Джеральд Винчи — скрипка - Джерри Хей — аранжировки духовой секции - Бенджамин Райт — аранжировки струнной секции - Джефф Лорбер — синтезаторы - Иэн Андервуд — синтезаторы - Дервин Саттл — хлопки в ладоши - Эмброуз Прайс — хлопки в ладоши - Джерри Найт — бэк-вокал | «The Magic Is Working» - Леон Сильверс III — бас-гитара - Рики Смит — бас-гитара - Фред Дженкинс — гитара - Пеппер Рид — гитара - Эдмунд Сильверс — перкуссия - Мелвин Уэбб — перкуссия - Уорделл Поттс мл. — ударные - Джои Галло — клавишные - Джин Дозье — клавишные, аранжировки духовой секции, аранжировки струнной секции - Джерри Уивер — ритм-аранжировки, синтезаторы, хлопки в ладоши - Патрисия Сильверс — бэк-вокал - Филипп Ингрэм — бэк-вокал - Аттала Зейн Джайлз — бэк-вокал - Дана Мейерс — бэк-вокал - Винсент Брантли — хлопки в ладоши - Моника Джой Роудс — хлопки в ладоши - Венделл К. Веллман — хлопки в ладоши - Деррик Макдауэлл — хлопки в ладоши - Майкл Норфлит — синтезаторы, хлопки в ладоши |

## Позиции в хит-парадах
Еженедельные чарты:
| Чарт (1982—1983)                   | Высшая позиция | Пребывание |
| ---------------------------------- | -------------- | ---------- |
| Новая Зеландия (Recorded Music NZ) | 16             | 8 недель   |
| США (Billboard Hot 100)            | 64             | 6 недель   |
| США (Billboard Black Singles)      | 6              | 20 недель  |
| ЮАР (RISA)                         | 34             | 4 недели   |

## Комментарии
1. ↑  Оба музыканта составляли в то время довольно известный творческий дуэт René & Angela[3].